# HC Vlci Jablonec
 (juillet 2025).
Motif : Notoriété de ce club de hockey, qui n'a jamais atteint la première division de son sport en Tchéquie ?
- Archive Wikiwix
- Bing
- Cairn
- DuckDuckGo
- E. Universalis
- Gallica
- Google
- G. Books
- G. News
- G. Scholar
- Persée
- Qwant
- (zh) Baidu
- (ru) Yandex
- (wd) trouver des œuvres sur Wikidata

| 1. | Préciser le motif de la pose du bandeau. | Précisez le motif de la pose du bandeau en utilisant la syntaxe suivante : {{admissibilité à vérifier\|date=juillet 2025\|motif=remplacez ce texte par le motif}}                     |
| 2. | Informer les utilisateurs concernés.     | Pensez à avertir le créateur de l'article, par exemple, en insérant le code ci-dessous sur sa page de discussion : {{subst:avertissement admissibilité à vérifier\|HC Vlci Jablonec}} |

Le HC Vlci (loups) Jablonec est un club de hockey sur glace de Jablonec nad Nisou en République tchèque. Il évolue dans la 2. liga, le troisième échelon tchèque.

## Historique
Le club est créé en 1996 et accède en 2002 à la 2. liga.

## Palmarès
- Vainqueur de la 1. liga : 2005.